# Ястребово (Старозагорська область)
Я́стребово (болг. Ястребово) — село в Старозагорській області Болгарії. Входить до складу общини Опан.

## Населення
За даними перепису населення 2011 року у селі проживали 386 осіб.
Національний склад населення села:
| Національність   | Кількість осіб | Відсоток |
| ---------------- | -------------- | -------- |
| болгари          | 159            | 93,5%    |
| цигани           | 10             | 5,9%     |
| Всього відповіли | 170            |          |

Розподіл населення за віком у 2011 році:
Динаміка населення: